# Fliegenfischen

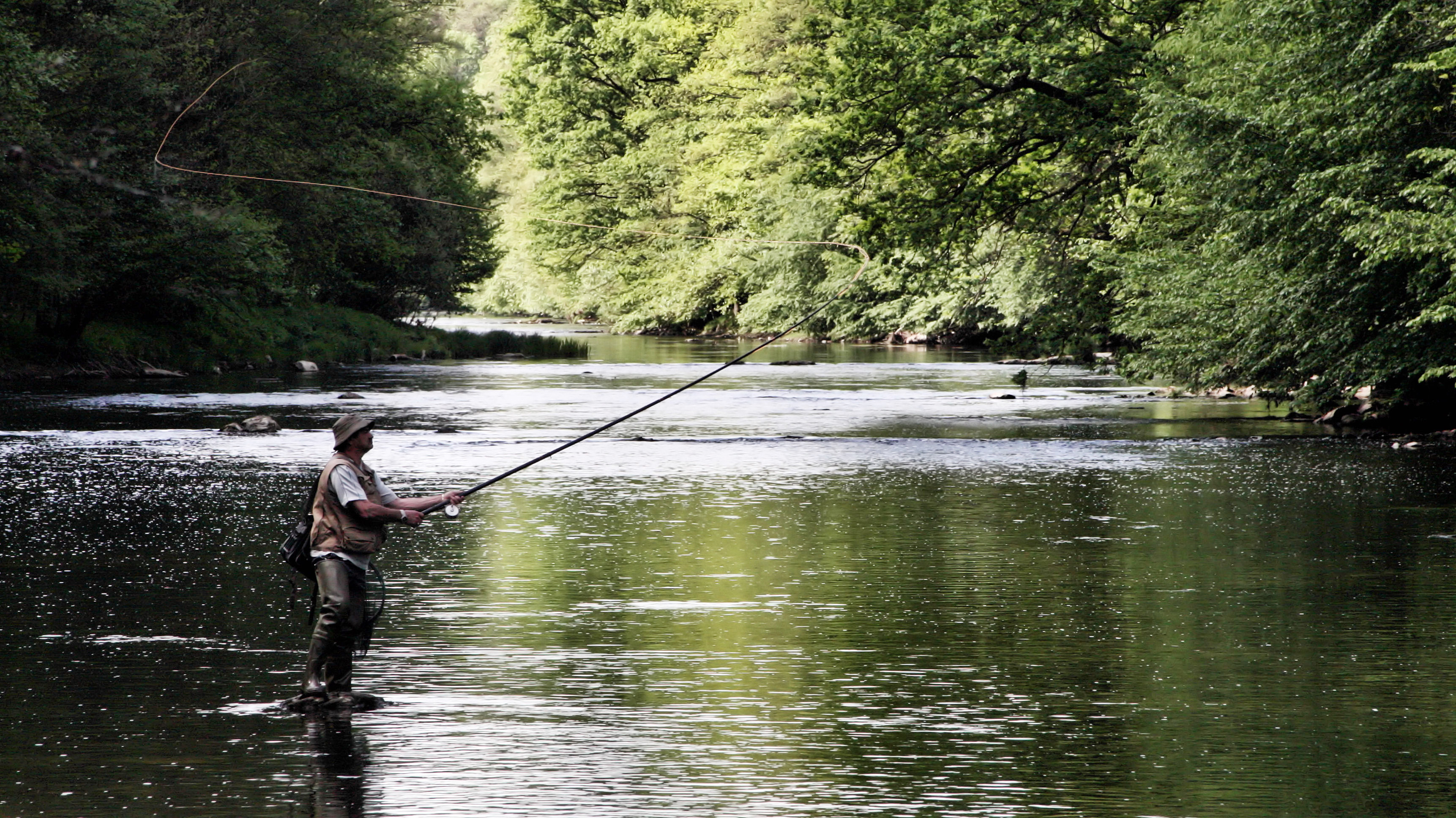
Ein Fliegenfischer im Fluss

Das Fliegenfischen oder Flugangeln ist eine Methode des Angelns. Sie unterscheidet sich von anderen Methoden vor allem dadurch, dass der Köder, im Allgemeinen Fliege genannt, zum Werfen zu leicht ist, weswegen das Eigengewicht der Schnur als Wurfgewicht verwendet wird. Dies verlangt eine besondere Wurftechnik und spezielles Angelgerät, insbesondere eine spezielle Schnur. Der Name Fliegenfischen stammt von der ursprünglichen Art der Köderimitation. John Horrocks gilt als deren Begründer in Europa.

## Köder

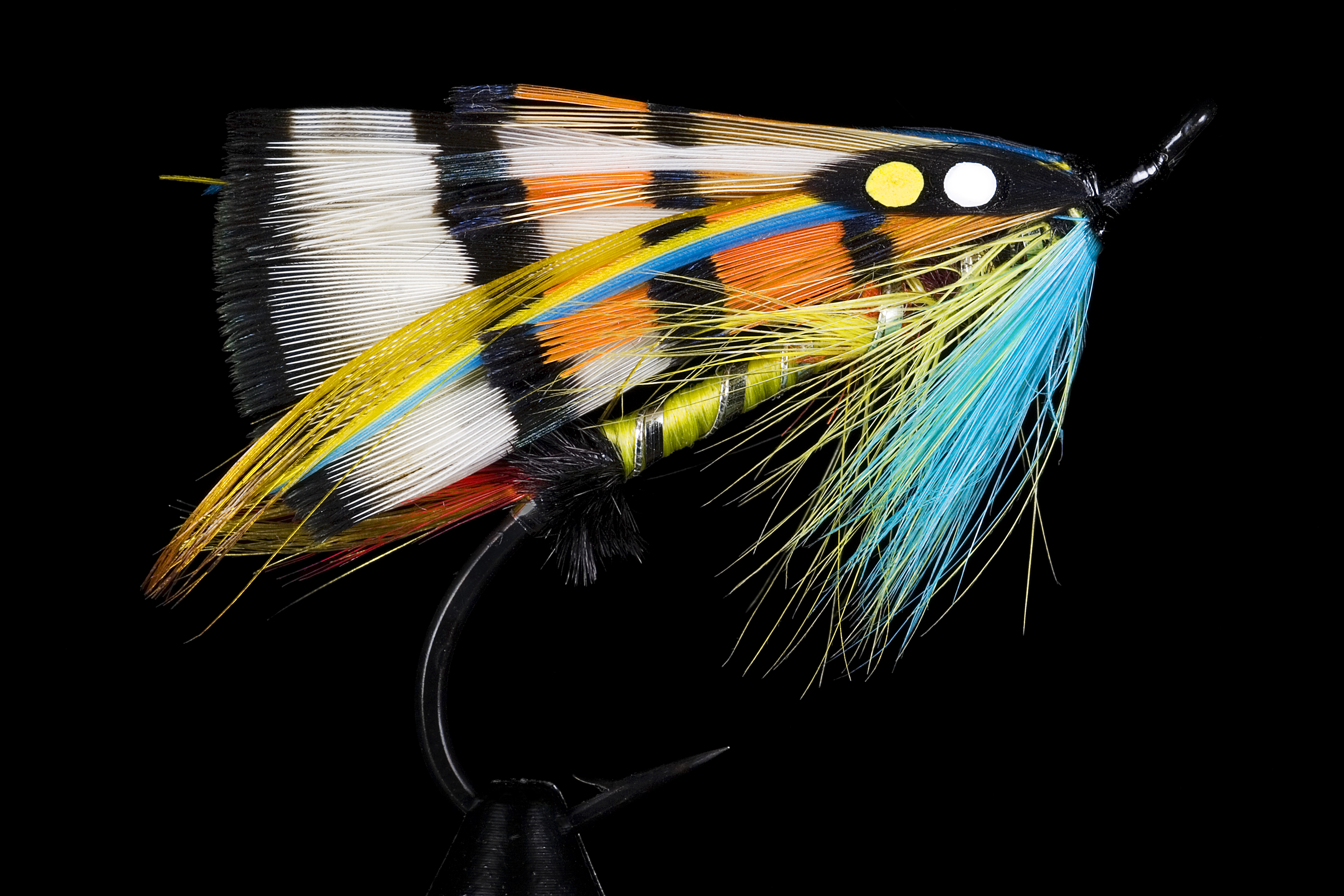
Köder

Imitiert werden die natürlichen Beutetiere wie Flug-, Land-, Wasserinsekten und andere Lebewesen wie Beutefische, kleinere Säugetiere oder Amphibien. Auch frei erfundene, bunte Reizfliegen werden häufig eingesetzt. Diese so genannten Fliegen werden mit Hilfe von Materialien wie Fell, Vogelfedern (Hecheln) und Kunststoff und einem Haken verschiedener Größe gefertigt. Das Binden dieser Fliegen stellt in Fliegenfischerkreisen ein eigenständiges und zeitintensives zusätzliches Hobby dar. Manchmal machen Fliegenfischer das Fliegenbinden auch zum Beruf.

## Wurftechnik

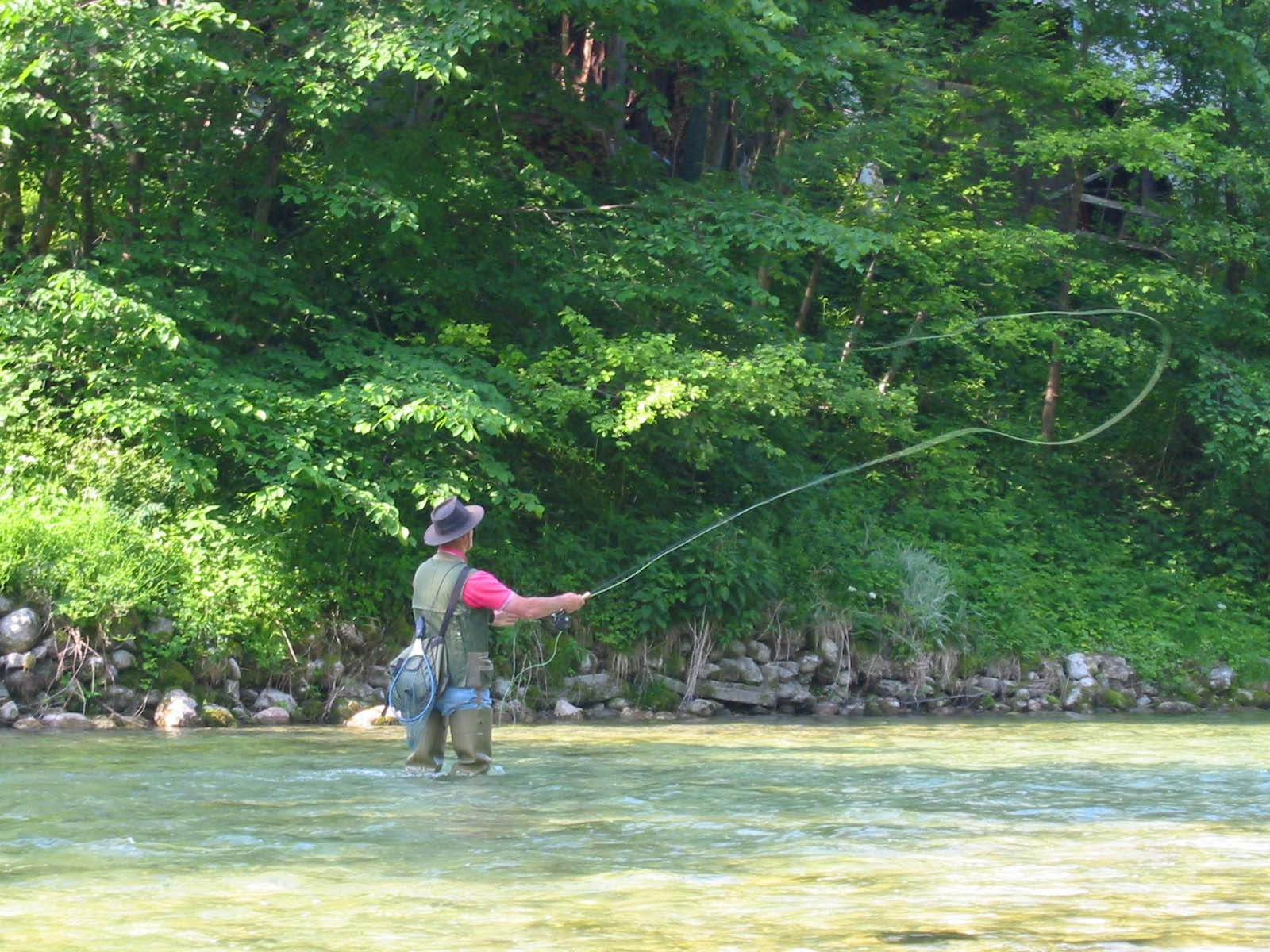
Ein Fliegenfischer in der Sava Bohinjka, Slowenien

Das Fliegenfischen basiert nicht auf dem Wurfprinzip anderer Angeltechniken: Statt ein Bleigewicht mit Vorfach zu beschleunigen (wie beim Grundangeln) oder das Eigengewicht eines Blinkers zu nutzen (wie beim Spinnfischen), wird hier nur das Gewicht der Schnur genutzt, um die Trocken-, Nassfliegen, Nymphen oder Streamer zum Ziel zu befördern.
Der Rutenarm ist zu Beginn angewinkelt und die Rutenspitze zeigt zur Wasseroberfläche. Dann wird die Rutenspitze in einer fließenden Bewegung angehoben und zur Blickrichtung vorwärts und rückwärts bewegt. Dabei ist wichtig, dass das Handgelenk – wenn überhaupt – nicht vor dem Stopp geöffnet wird. Verglichen mit einem Zifferblatt wird der Rückwurf bei ca. 1 Uhr gestoppt und der abschließende Vorwurf zwischen 10 und 11 Uhr. Danach wird die Rute langsam auf 9 Uhr abgesenkt. Dabei ist es unbedingt erforderlich, ausreichend Widerstand zu geben, damit sich die Schnur komplett ausrollen und die Fliege somit zielgerecht platziert werden kann.
Um größere Distanzen zu erreichen, wird zusätzliche Schnur im Schnurkorb oder in großen Schlaufen in der Schnurhand bereitgehalten. Dann wird die Schnur in der Luft verlängert, bis die Rute gut geladen ist, um dann nach dem Stopp beim abschließenden Vorwurf die Schlaufen in der Schnurhand freizugeben. Durch die beschleunigte Masse der Schnur werden diese zusätzlichen Meter Schnur aus der Hand gerissen, wodurch der Wurf deutlich verlängert werden kann. Dadurch können mit herkömmlichem Gerät Wurfweiten bis 30 m erreicht werden. Profis und Castingsportler erreichen noch deutlich größere Weiten.
Natürlich gibt es noch weitere erlernbare Techniken, um bestimmten örtlichen Wurfhindernissen entgegenwirken zu können, oder einfach, um die Ästhetik eines kunstvollen Wurfes genießen zu können. In Europa, das als Mutterland der Fliegenfischerei und des modernen Werfens gilt, wird primär zwischen dem Altenglischen Stil, dem Gebetsroither Wurfstil, der TLT-Technik und dem Unterhand-Wurfstil unterschieden. Diverse andere Varianten gelten als Ableger davon.

## Schnüre
Fliegenschnüre sind in verschiedenen Querschnittsverläufen erhältlich, die durch spezielle Kürzel gekennzeichnet werden. Die üblichen Formen sind:
- L (level, der Schnurquerschnitt bleibt über die gesamte Länge gleich)
- DT (double taper, beidseitig verjüngt)
- ST (shooting taper, Schusskopf)
- WF (weight forward, auch Keulenschnur genannt, die Schnur wird nach vorne keulenförmig dicker)
- TT (triangle taper, ähnlich der WF mit länger gezogenem Fronttaper)
- LB (Long Belly, langer Bauch)

Die größte Verbreitung haben heutzutage WF-Schnüre. Diese lassen sich, gerade für Einsteiger, leichter und weiter werfen und haben je nach Verwendungszweck unterschiedlich geformte Keulen.
TT-Taper-Schnüre unterscheiden sich von Keulenschnüren dadurch, dass der Schnurdurchmesser (und damit das Schnurgewicht) auf den ersten 12 Metern kontinuierlich zunimmt. Dadurch ist diese Form extrem gut für Rollwürfe im nahen und mittleren Bereich geeignet. Egal ist dabei, ob der Einsatz für die Trockenfliegenfischerei oder zum Nymphenfischen stattfindet. Aufgrund der besonderen Schnurform (TT = Triangle Taper) rollt die Leine sich leicht und gleichmäßig aus.
DT-Schnüre kommen meist bei Ruten mit einer vollparabolischen Aktion zum Einsatz. Sie ermöglichen auch ein sanftes Ablegen der Schnur auf dem Wasser, was bei kleinen Gewässern und scheuen Fischen vorteilhaft sein kann.
Eine weitere Einteilung der Schnüre erfolgt nach dem Auftriebsverhalten in schwimmende (F, floating) und sinkende (S, sinking) Schnüre. Bei sinkenden Schnüren werden verschiedene Sinkgeschwindigkeiten angeboten, zudem gibt es auch noch so genannte Sinktip- (die ersten Meter sinken ein) und intermediate (in definierter Wassertiefe schwebende) Schnüre. Schwimmschnüre sind am weitesten verbreitet, da ihre Handhabung leichter ist als die von Sinkschnüren und die meisten Gegebenheiten am Wasser sich mit einer Schwimmschnur meistern lassen. Die Schnüre werden nach ihrem Gewicht in so genannte AFTMA-Klassen unterteilt, die von der AFTMA („American Fishing Tackle Manufactures Association“) als Standards definiert wurden. Neu: „ASA“.
Die Fliegenruten werden entsprechend den mit ihnen werfbaren Schnüren ebenfalls in AFTMA-Klassen eingeteilt. Da die Zuordnung von Schnurklassen nach AFTMA auf DT-Schnüren basiert, die meisten heute in Verwendung stehenden Schnüre jedoch WF-Schnüre sind, deren Keulenlängen oft weniger oder deutlich mehr als 9,14 m haben(Gewichtsklassifizierung lt. AFTMA basiert auf dieser Länge), ist die Verwendung des AFTMA-Systems heutzutage nicht mehr zeitgemäß bzw. führt oft zu Verwirrungen. Manche Hersteller sind deshalb auf Gewichtsbezeichnungen in Gramm (wie dies auch bei anderem Angelgerät üblich ist) übergegangen.

## Verbreitung

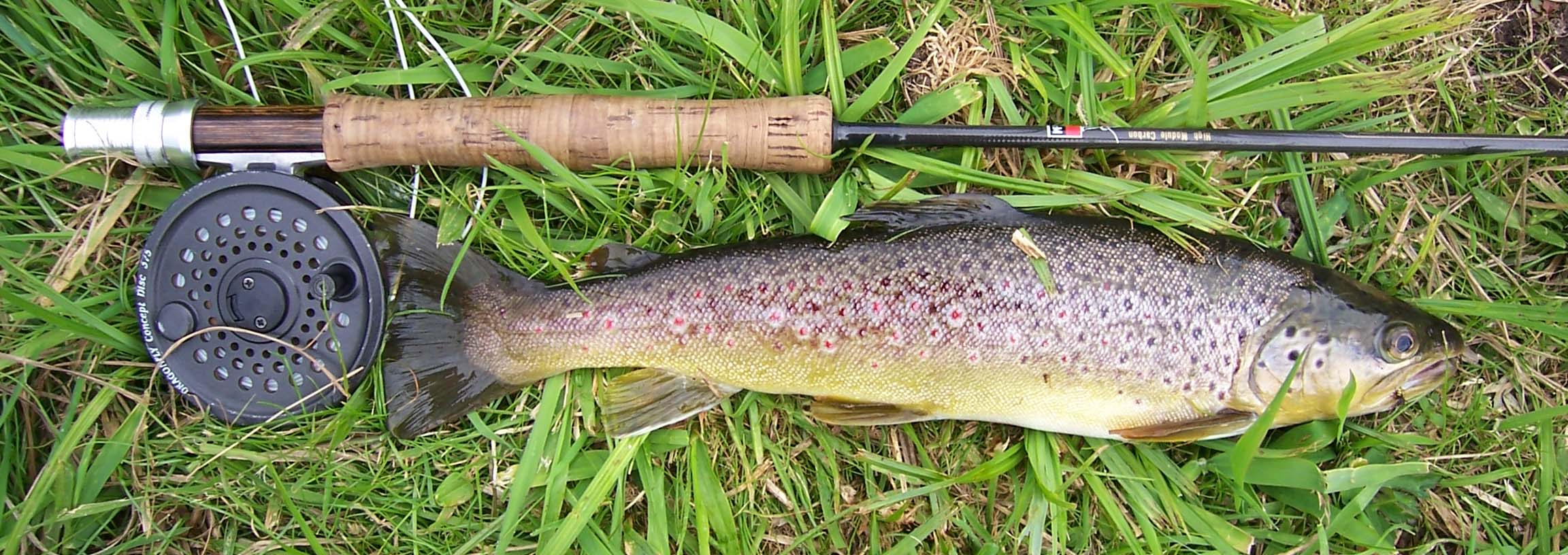
Fliegenrute mit Rolle und Bachforelle

Fliegenfischen ist an jedem Gewässer möglich, bekannt ist es jedoch in erster Linie durch die Lachsfischerei an den skandinavischen, britischen und nordamerikanischen Geburtsflüssen dieser Fische. Beliebt ist auch das Fliegenfischen an der Küste, besonders Norddeutschland und Dänemark stellen beliebte Ziele dar.
Fliegenfischen ist mit wenigen Ausnahmen auf fast alle Fische möglich. Die klassischen Fische für die Flugangelei stellen jedoch Salmoniden (Forelle, Äsche, Saibling, Lachs) dar. Die Einstellung, dass Fliegenfischen nur auf diese Fischarten sinnvoll sei, ist als Vorurteil in Anglerkreisen noch weit verbreitet. In warmen Meeren wird z. B. auf Tarpune, Grätenfische und Stachelmakrelen gefischt. Grenzen des Fliegenfischens finden sich dort, wo die Gewässerbedingungen oder die Größe der Fische einen Einsatz von Fliegengerät nicht mehr zulassen. Mit speziellem Fliegengerät (Klasse 17–18) und ausreichender Menge starken Backings auf der Rolle können Fische bis an die 200 kg noch gelandet werden. Auch die Art der Nahrungssuche bestimmter Fische kann die Fangbarkeit mit der Fliege einschränken, wenn auch in den Grachten Hollands selbst Aale, die hauptsächlich ihren Geruchssinn zur Nahrungsortung einsetzen, von Spezialisten mit kleinen Streamern gefangen werden.

## Arten des Fliegenfischens

### Trockenfliegenfischen
Trockenfliegenfischen wird von vielen Anglern als das klassische Fliegenfischen angesehen. Dabei werden künstliche Fliegen verwendet, welche auf der Wasseroberfläche treiben. Dies wird durch Fetten der Fliege und/oder die Verwendung schwimmenden Materials (z. B. Rehhaar) erreicht.
Durch Trockenfliegen werden in aller Regel erwachsene (Wasser-)Insekten imitiert, entweder solche, die sich zur Eiablage auf den Oberflächenfilm des Gewässers setzen (Imagines), solche, die gerade aus der Larvenhülle schlüpfen und die Wasseroberfläche durchbrechen (Emerger, von engl. „to emerge“ = auftauchen) oder nach der Eiablage abgestorbene Insekten, die mit ausgebreiteten Flügeln auf der Wasseroberfläche treiben (Spents, von engl. „spent“ = verbraucht). Außerdem fallen unter die Trockenfliegen auch die Nachbildungen von Landinsekten (terrestrials), wie beispielsweise Heuschrecken, Ameisen oder Käfer.
Mit Trockenfliegen können hauptsächlich solche Fische gefangen werden, die nach Anflugnahrung „steigen“, also Insekten von der Wasseroberfläche fressen.
Gängige Fliegenmuster für das Trockenfliegenfischen umfassen unter anderem Klinkhamer, CDC, Blue Dun und Adams, die je nach Wasserbedingungen, Wetter (Sonne oder bewölkt) und Fischart eingesetzt werden. Diese Muster sind besonders effektiv, um die Oberflächenaktivität von Fischen anzusprechen.

### Nassfliegenfischen
Nassfliegenfischen ist die geschichtlich älteste Form des Fliegenfischens. Nassfliegen sind künstliche Fliegen, die nicht schwimmen und somit unter der Wasseroberfläche zum Schlupf aufsteigende Nymphen oder dahintreibende, tote Insekten imitieren.

### Nymphenfischen
Nymphenfischen bezeichnet das Fischen mit speziellen Fliegen, die ebenso wie Nassfliegen sinken. Im Gegensatz zu Nassfliegen imitieren Nymphen jedoch die Larvenstadien von Wasserinsekten. Nymphen sind oft mit Bleidraht oder Ähnlichem beschwert, um tiefere Gewässerbereiche befischen zu können. Nassfliegen des klassischen Typs sind unbeschwert, Nymphen jedoch sind in den meisten Fällen mit einer Goldkopf-, Wolframkugel oder einem Bleidraht beschwert. Zu den neueren Entwicklungen im Nymphenfischen gehört das Czech Nymphing (auch kurze Nymphe genannt), bei dieser wird mit drei Fliegen auf einmal gefischt in einer Entfernung von 1 bis 4 m.
Diese Technik wird jedoch von vielen Fliegenfischern nicht mehr als Fliegenfischen betrachtet, da hier nicht die Fliegenschnur die Nymphe transportiert (Kernelement des Fliegenfischens ist das Transportieren der Imitate durch das Gewicht der Fliegenschnur), sondern meist die Nymphe das Wurfgewicht darstellt und die Fliegenschnur dadurch ihre eigentliche Bedeutung verliert.

### Streamerfischen
Streamerfischen stellt die Grenze zwischen Fliegenfischen und Spinnfischen dar. Streamer sind künstliche Köder, die kleine Fische, Mäuse oder Ähnliches imitieren (Imitationsstreamer) oder aber die Raubfische durch ihre grellen Farben zum Anbiss verleiten sollen (Reizstreamer). „Fliegen“ sind diese Köder nur insofern, als sie aus Fliegenbinder-Materialien hergestellt werden, wie Federn, Haare oder Garn.
Streamerfischen zielt auf Raubfische ab und erfolgt deshalb meist mit schwerem Fliegengerät.

## Weiteres Zubehör
Zur Schonung der Fliegenschnur, zum Verhindern der Abdrift oder auch zum Verhindern der Verknotung mit Wasseralgen benutzen viele einen Schuss- beziehungsweise Schnurkorb. Auch die Wurfweite wird dadurch erhöht, da der Widerstand durch das Reißen aus dem Wasser entfällt. Im Schnurkorb wird beim Strippen die Schnur abgelegt. Diese gibt es in verschiedenen Ausführungen.
Zum Erreichen der Fische, die in Fließgewässern, Seen oder dem Meer beangelt werden, ist eine Wathose nützlich. Das ist eine wasserdichte Hose aus Gummi, Neopren oder atmungsaktiven Materialien, die ein Betreten des Gewässers ermöglicht, ohne dass die darunter getragene Kleidung nass wird.
Zum besseren Erkennen der Fische wird meist eine Polbrille benutzt.
Eine weitere Variante ist das so genannte „Belly-Boat“. Es gibt sie in verschiedenen Ausführungen. Die Rundform als LKW-Reifen, als U-Form, das erleichtert das Einsteigen, da es von vorne erfolgen kann, und als Ponton, mit dem man schneller ist. In diese kann man sich mit oder ohne Wathose setzen und so auch entlegenere Stellen eines Sees oder Riffs im Meer erreichen. Der Antrieb erfolgt mit Schwimmflossen.

## Das Fliegenfischen als Thema in Film und Literatur
Norman Maclean veröffentlichte 1976 den teilweise autobiografischen Roman Aus der Mitte entspringt ein Fluß (A River Runs Through It), der das Fliegenfischen in Montana thematisiert. Das Buch erzählt die Geschichte zweier ungleicher Brüder und ihres Vaters, deren einzige gemeinsame Basis das Fliegenfischen darstellt. Die gleichnamige Verfilmung von Robert Redford aus dem Jahr 1992 sorgte für einen Boom in der Popularität des Fliegenfischens in den USA.
Im Jahr 2011 erschien der Film Lachsfischen im Jemen. Ein angelbegeisterter Scheich aus dem Jemen möchte in dem Wüstenland die Lachsfischerei einführen. Dazu erhält er nach anfänglichem Zögern die Unterstützung eines britischen Angelexperten.
„The Lost World Of Mr. Hardy“ ist eine Dokumentation über die sterbende Handwerkskunst von Ruten, Rollen und Fliegen des weltbekannten Traditionsunternehmens Hardy’s aus England (gegr. 1873). Die Welt des Handwerks wird bildreich dokumentiert mit aktuellen Interviews und Originalaufnahmen der Hardy Brüder von 1935. Es wird die Frage thematisiert, ob auf dem Weg zur Massenproduktion mehr als nur das Handwerk verloren geht. Der Film ist eine Independent-Produktion der Regisseure Andy Heathcote und Heike Bachelier.